# Temporada 1958-1959 del Club Joventut Badalona
La temporada 1958-1959 va ser la 20a temporada en actiu del Club Joventut Badalona des que va començar a competir de manera oficial. La Penya va disputar la seva 3a temporada a la màxima categoria del bàsquet espanyol, acabant la competició en la tercera posició, un lloc per sobre de la plaça aconseguida la temporada anterior, en que van ser subcampions. Aquesta temporada també va participar en la Copa del Generalíssim.

## Resultats
Lliga espanyola
A la lliga espanyola finalitza en la tercera posició de 12 equips participants. En 22 partits disputats va obtenir un bagatge de 17 victòries i 5 derrotes, amb 1.231 punts a favor i 1.009 en contra (+222).
Copa del Generalíssim
En aquesta edició de la Copa del Generalíssim el Joventut va quedar eliminat a la lligueta de quarts de final, en que va guanyar el CN Helios (Saragossa) i va perdre amb el CN Aismalíbar.

## Plantilla
La plantilla del Joventut aquesta temporada va ser la següent:
| Club Joventut Badalona: plantilla 1958-59 |
| Jugadors                                  |
| Josep Brunet                              |
| Jaume Bassó                               |
| Jordi Masferrer                           |
| Joaquim Enseñat                           |
| Artur Auladell                            |
| Francesc Granados                         |
| Carlos Carbonell                          |
| Comas                                     |
| Gerona                                    |
| Joaquim Ballester                         |
| Amador Rojas                              |
| Ramentol                                  |
| Entrenador                                |
| Rafael Murgadas                           |